# 134 a.C.

## Eventos
- Públio Cornélio Cipião Emiliano, pela segunda vez, e Caio Fúlvio Flaco, cônsules romanos.
- Décimo ano da Terceira Guerra Ibérica.
  - Começam os esforços de Cipião Emiliano para conquistar a poderosa cidade de Numância na Hispânia Citerior.
- Segundo ano da Primeira Guerra Servil, na Sicília, liderada Euno, um escravo.
  - Caio Fúlvio Flaco marchou para a região com suas legiões para sufocar a revolta.

## Nascimentos
- Públio Servílio Vácia Isáurico, político e militar romano.